# 雨花亭
雨花亭，长沙地名，位于长沙市雨花区。因旧时有建有道观雨花亭而得名。“雨花亭”今为地片名，指韶山路与新建西路交汇的地带。道院雨花亭遗址在内燃机配件总厂的厂区内(凯德广场后)。
雨花亭为一大型建筑群.  清同治《善化县志》记：“雨花亭，县东七里，祀李公普佑真人、红龙白马三郎，咸丰二年(1852)兵燹，后众姓重修。”《增订湘城访古录》载：“在市东南七里黄土岭之东，今就其地建真人庙，四山环抱，清雅宜人，古木参天，池塘可鑑。” 
“雨花”貌是佛教用语。南朝梁代慧皎所编《高僧传》载：“梁武帝时（503）云光法师讲经，感动上天，天花坠落如雨。”明崇祯《长沙府志》已有“雨花台，岳麓寺僧智谦说法”的记载。清嘉庆善化进士、石鼓书院山长罗瑛《雨花台双桂》诗中云：
　　山郭恣幽讨，一径穿苍烟。
　　岿然古刹高，双桂当门前。
　　枝干何巃嵸，上与云气连。
　　广荫五亩外，浓香十里间。
传说最早雨花亭用建南岳大庙所剩材料建造。若传说可信，则雨花亭建造时间应与南岳大庙同时，约建于唐开元十三年(725)。
旧雨花亭建筑群由李公庙(七里庙?)、关帝庙和雨花亭三大主体建筑组成，占地约6000平方米，坐北朝南. 坪前有水塘，名“掩山塘”。庙宇三进，庙门三拱，中门嵌“雨花亭庙”四字。庙殿上祀奉李公、观音、龙王。李公庙右侧为关帝庙，庙门前有石象一对。关圣殿之上， 雨花亭为三层约20米高的六角亭，木梯盘旋而上，中层门上镌有“雨花亭”三字。 此亭居高临下, 可俯瞰长沙城全貌. 站在天心阁, 向东南眺望,雨花亭隐约可见.
抗日战争长沙会战，这里成为战场，关帝庙和雨花亭被夷为平地，李公庙幸存。1952年李公庙归公, 1956年庙址被政府征用，兴建拖拉机配件厂，庙后山全部推掉，填平庙前的掩山塘。今日惟一能见到的雨花亭遗物是热处理车间(原关帝庙)门口一对石象。石象高116厘米，左象完整，右象二足断。
规划的雨花亭遗址公园在绿地奇缺的长沙东南片是唯一的规划公园。
1. ↑  .   [2022-02-26]. （原始内容存档于2022-02-26）.